# Anders Thomsen (fodboldspiller)
 For alternative betydninger, se Anders Thomsen. (Se også artikler, som begynder med Anders Thomsen)
Anders Thomsen (født 29. juli 1995 i Danmark) er en dansk fodboldspiller, der spiller for BK Marienlyst.

## Karriere
Thomsen begyndte at spille fodbold i en af Øens Hold-samarbejdsklubberne, Fjordager IF, som 4-årig og flyttede til FC Fyn, da han blev U15-spiller. Han var bl.a. på en fem-dages prøvetræning hos Blackburn Rovers i april 2010 som blot U15 spiller.
Den 19. juli 2012 skiftede 16-årige Thomsen til OB på en 2-årig aftale. Thomsen skulle starte med at tørne ud for klubbens U19 trup.
Den 15. marts 2014 meddelte OB på deres hjemmeside, at Thomsen ville blive rykket op på seniortruppen til sommer. Han blev tildelt nummer 29.
I sommeren 2016 fik han ikke forlænget sin kontrakt i OB, hvorpå Middelfart skrev kontrakt med ham.
Thomsen skiftede til BK Marienlyst i starten af 2017. Han skrev under på en kontrakt med klubben den 20. december 2016.

## International karriere
Han fik sin landsholdsdebut for Danmarks U/16-landshold den 14. november 2010, da han startede inde og spillede de første 64 minutter i 1-2-nederlaget til Ukraines U/16-fodboldlandshold, inden han blev erstattet af Viktor Ahlmann.